# Route nationale 733
Die Route nationale 733, kurz N 733 oder RN 733, war eine französische Nationalstraße, die von 1933 bis 1973 zwischen Rochefort und Royan verlief. Ihre Länge betrug 40 Kilometer.